# Римская империя: Нерон
«Римская империя: Нерон» (англ. Imperium: Nero) — исторический художественный фильм, второй эпизод мини-сериала «Империй». В фильме повествуется история Римского императора Нерона, трагически закончившего жизнь.

## Сюжет
Ещё будучи в юном возрасте, Нерон становится свидетелем того, как его отца убивают, а мать отправляют в ссылку по приказу обезумевшего императора Калигулы. Нерона отдают на попечение своей тётки Домиции, где он воспитывается вместе с рабами. Нерон вырастает и влюбляется в рабыню и подругу детства по имени Акте. Против Калигулы устраивается заговор, в результате которого он был убит. Клавдий провозглашён императором. Мать Нерона, Агриппина, находясь в ссылке, получает предсказание, что её сын будет императором, но ей придётся пожертвовать жизнью. Клавдий восстанавливает Агриппину и Нерона в положении, вернув им дом и владения, и мать начинает приводить предсказание в жизнь.
Агриппина возвращает Сенеку из ссылки, чтобы тот дал Нерону образование. Сама выходит замуж за Клавдия, добивается от него усыновления Нерона, а затем женит сына на Октавии, дочери Клавдия. Нерон становится членом сената и проконсулом. Всё это время Агриппина стремится к власти, делая попытки вмешиваться в управление государством. Она надеется, что Нерон станет Императором, но Клавдий, вернувшись из похода против британцев, объявляет ей, что он завещает власть Британнику, своему родному сыну. Тогда Агриппина отравила Клавдия. Нерон провозглашён Императором (по праву старшего сына).
Первое что делает Нерон — разводится с Октавией и дает свободу Акте.
Нерон хочет жениться на ней. Узнав об этом из письма брата Британника, Октавия кончает жизнь самоубийством. В сенате Нерон, воспитанный Сенекой, выдвигает законопроекты, облегчающие жизнь народу Империи, и в то же время не позволяющие чиновникам наживаться. Против императора нарастает недовольство среди знати. Поддерживаемый вначале Сенекой, Нерон не подпускает к власти даже свою мать. Он высылает её из дворца. Тогда Агриппина пригрозила раскрыть завещание Клавдия, объявлявшее Британника наследником. Нерон принимает решение убить Британника. Узнав об этом, Акте бросает Нерона, и уходит из дворца. Нерона терзают муки совести и печаль. Он находит утешение в объятьях Поппеи, женится на ней. Но это не спасает его. Он становится одержимым. Приказывает убить мать. Затем двух сенаторов и Сенеку, подозреваемых в заговоре. Нерон выступает на публике: поёт песни, играя на лире. В одно из таких выступлений он танцует с беременной Поппеей, и она умирает от схваток. Тем временем Акте сближается с христианами. Апостол Павел даёт ей крещение.
Наступает финальная часть. Рим полыхает в огне. Пожар организован Нероном с целью построить новый Рим, более пышный и грандиозный. Чтобы снять с себя подозрения, Нерон казнит христиан, якобы виновных в пожаре. Акте просит простить их, и обещает вернуться к Нерону. Но он ей не верит. Вскоре происходит восстание против Нерона, организованное префектом претория Тигеллином и генералом Гальбой. Нерон сбегает из дворца, приходит на берег реки, где когда-то встречался с Акте, и вскрывает себе вены. Акте находит его, и он умирает у неё на руках.

## В ролях
| - Ханс Мэтисон — Нерон - Laura Morante (англ.) — Агриппина - Джон Симм — Калигула - Massimo Dapporto (англ.) — Клавдий - Rike Schmid (англ.) — Акте - James Bentley (англ.) — юный Нерон - Simón Andreu (англ.) — Поррид - Sonia Aquino (англ.) — Мессалина - Maria Gabriella Barbuti (англ.) — Лиция - Marco Bonini (англ.) — Руф - Robert Brazil (англ.) — Сил - Philippe Caroit (англ.) — Аполлоний - Todd Carter (англ.) — Сенатор № 1 - Paolo Scalabrino (англ.) — Сенатор № 2 | - Лиз Смит — предсказательница - Matthias Habich (англ.) — Сенека - Maurizio Donadoni (англ.) — Бурр - Emanuela Garuccio — Клавдия - Klaus Händl (англ.) — Паллас - Jochen Horst (англ.) — Etius - Ruby Kammer (англ.) — Marzia - Анхела Молина — Домиция - Mario Opinato (англ.) — Тигеллин - Виттория Пуччини — Клавдия Октавия - Иэн Ричардсон — Септим - Элиза Товати — Поппея Сабина - Пьер Ванек — Апостол Павел (Павел из Тарса) - Francesco Venditti (англ.) — Британник |

## Создание
Фильм Нерон был снят в Тунисе, в студии «Empire Studios», созданной специально для проекта «Империй», где Нерон является вторым эпизодом. Студия находится в окрестностях Хаммамет, в нескольких километрах от развалин Карфагена. Для рассказа о личной жизни и политической деятельности Нерона был избран новаторский историографический подход, в соответствии с которым фигура Нерона подверглась переоценке по сравнению с мрачным образом, нарисованным Тацитом. На роль нового Нерона взяли (в актёрский состав состоящий в основном из итальянцев), двадцативосьмилетнего шотландского актёра Ханса Мэтисона, известного в Италии по фильму «Закон противоположностей» (2000) реж. Рикки Тоньяцци и по сериалу «Доктор Живаго». «Человек находящийся между тьмой и светом, ненавистью и любовью» — так описывает своего персонажа молодой актёр.

## Критика и отзывы
Джеймс Плат из DVD Town поставил фильму оценку 6 баллов из 10. Историческую часть критик оценил не выше 4-х, а за художественную часть поставил 7 баллов. Джеймс Плат обвинил фильм в больших отклонениях от исторических источников, а именно трудов Светония: «Римский писатель Светоний должен был перевернуться в могиле, увидев побелку, которой обелили Нерона в Итальянской мини-серии».
Judge Mitchell Hattaway из dvdverdict.com охарактеризовал фильм следующими словами: «лишённый зрелища, импульса, и чувства цели, Нерон — это не более чем колоссальная скука». Критик упрекнул сюжет фильма в том, что он упускает важные моменты, но при этом много времени отдаёт мелодраме. В фильме не даётся ключа, почему Нерон из заботливого юноши становится жестоким эгоистичным тираном. Игру актёров, кроме Матиаса Хабича, игравшего Сенеку, критик оценил как «на грани краха».
В фильме присутствует значительное количество исторических неточностей и вольных трактовок событий эпохи Нерона (смерть Поппеи, личная встреча императора с апостолом Павлом, обстоятельства самоубийства Нерона).